# Lill-Laxsjön, Medelpad
Lill-Laxsjön är en sjö i Timrå kommun i Medelpad och ingår i Indalsälvens huvudavrinningsområde. Sjön har en area på 0,259 kvadratkilometer och ligger 282,8 meter över havet. Sjön avvattnas av vattendraget Ljustorpsån (Återvänningsån).

## Delavrinningsområde
Lill-Laxsjön ingår i det delavrinningsområde (697047-157059) som SMHI kallar för Inloppet i Lill-Laxsjön. Medelhöjden är 357 meter över havet och ytan är 2,68 kvadratkilometer. Räknas de 13 avrinningsområdena uppströms in blir den ackumulerade arean 83,36 kvadratkilometer. Ljustorpsån (Återvänningsån) som avvattnar avrinningsområdet har biflödesordning 2, vilket innebär att vattnet flödar genom totalt 2 vattendrag innan det når havet efter 59 kilometer. Avrinningsområdet består mestadels av skog (85 procent). Avrinningsområdet har 0,26 kvadratkilometer vattenytor vilket ger det en sjöprocent på 9,7 procent.